# Mesosemia albipuncta
Mesosemia albipuncta är en fjärilsart som beskrevs av William Schaus 1913. Mesosemia albipuncta ingår i släktet Mesosemia och familjen Riodinidae. Inga underarter finns listade i Catalogue of Life.